# Fürstentum Coligny
|  | Dieser Artikel oder Abschnitt wurde wegen inhaltlicher Mängel auf der Qualitätssicherungsseite der Redaktion Geschichte eingetragen (dort auch Hinweise zur Abarbeitung dieses Wartungsbausteins). Dies geschieht, um die Qualität der Artikel im Themengebiet Geschichte auf ein akzeptables Niveau zu bringen. Dabei werden Artikel gelöscht, die nicht signifikant verbessert werden können. Bitte hilf mit, die Mängel dieses Artikels zu beseitigen, und beteilige dich bitte an der Diskussion! |

Das Fürstentum Coligny (principauté de Coligny, auch Souveraineté du Revermont genannt) war ein großes souveränes Gebiet, das den Revermont und Teile der Bresse zu dessen Füßen umfasste. Sein Hauptort war die Stadt Coligny. Die ersten Fürsten von Coligny sind die Stammeltern der Familie Coligny. Das Fürstentum Coligny unterstand direkt dem König von Burgund, ebenso wie die anderen Souverainetés des Landes.
Der Titel Fürst von Coligny ist zum ersten Mal um 1190/1200 bezeugt und ist damit einer der ältesten Fürstentitel Europas. Er wurde insbesondere von Hugo von Coligny geführt, der sich in einer Schenkungsurkunde zugunsten der Kartause von Portes im Bugey als souveräner Fürst von Coligny und Revermont bezeichnet, die wie folgt beginnt:
Dominus Hugo de Coloniaco, miles, magnificus princeps Coloniensis, dedit Deo et fratribus Portarum pro remedio animæ suæ ac parentum suorum, quicquid habebat in eremo Portarum, et quicquid de feudatariis illius dono vel emptione acquirere potuerunt.
Der Herr Hugo von Coligny, Ritter, prächtiger Fürst von Coligny, gibt Gott und den Brüdern von Portes, um sein Seelenheil und das seiner Eltern willen, alles, was er in der Wüstung von Portes besitzt und alles, was die Brüder durch Geschenk oder Kauf von seinen Lehnsmännern erwerben konnten.
Der Fürst von Coligny gehörte somit zu den wichtigsten Adelsfamilien Burgunds.
Ab dem 13. Jahrhundert löste sich das Fürstentum durch Erbteilungen auf. Die nachfolgenden Herrschaften waren:
- Coligny-le-Vieil, woraus die Markgrafschaft Coligny wurde;
- Coligny-le-Neuf, woraus die Baronie Coligny, dann die Grafschaft Coligny und schließlich das Herzogtum Coligny wurden;
- Die Baronie Chevreaux;
- Die Markgrafschaft Andelot;
- Die Herrschaft Jasseron.